# Biejsk
Biejsk of Biisk (Russisch: Бийск) is een stad in het zuidoosten van de Russische kraj Altaj. De stad heeft de status van stedelijk district en naoekograd (wetenschapsstad) sinds 2005. De stad vormt het bestuurlijk centrum van het district Biejski. Biejsk ligt aan de autoweg de Tsjoejatrakt (M52), die loopt van Novosibirsk naar Gorno-Altajsk. Vanwege haar positie in de buurt van het Altaj gebergte wordt de stad ook wel "de poort naar het Altaj-gebergte" genoemd.

## Geografie
De stad vormt een haven aan de rivier de Bieja iets voor haar samenloop met de Katoen tot de Ob. De stad ligt op de zuidwestelijke uitlopers van de Bieja-Tsjoemysjhoogtes. De stad ligt voornamelijk op het smalle grasachtige terras aan de rechterzijde (noordzijde) van de Bieja en op de steil oplopende hellingen van het heuvelachtige lössplateau. Een kleiner gedeelte van de stad ligt op de linkeroever (zuidzijde) naast een dennenbos.
De stad ligt op 140 kilometer ten zuidoosten van Barnaoel, 356 kilometer ten zuidoosten van Novosibirsk, 3700 kilometer ten oosten van Moskou en 617 kilometer van de zuidoostelijke grens met Mongolië.

## Geschiedenis

### Biejski ostrog
Op 29 februari 1708 tekende tsaar Peter de Grote een oekaze voor de stichting van een fort op een landpunt tussen de rivieren Bieja en Katoen, waar deze samenkomen om de grote Obrivier te vormen, als vestigingspunt voor Russische kolonisten en als inzamelingspunt van de jasak-belasting. Als de stichtingsdatum van dit houten fort, naar haar rivieren Bikatoenski ostrog genoemd, wordt meestal 18 juni 1709 genoemd, de datum die op een lijst met namen van de eerste kolonisten die zich in het fort vestigden staat. In de zomer van 1710 werd het fort echter aangevallen en verwoest door nomadische Oirat-Mongolen.
In 1718 werd een nieuw houten fort gebouwd, ditmaal 20 kilometer stroomopwaarts van de Bieja. Dit fort vormde onderdeel van de kozakkenverdedigingslinie, die liep van Koeznetsk naar Oest-Kamenogorsk. Het fort kreeg in 1732 vanwege haar veranderde locatie ook een andere naam; Biejski ostrog en speelde een belangrijke rol bij de vrijwillige aansluiting van de Altaj bij het Russische Rijk.

### Russische Rijk
Op 20 oktober 1782 werd Biejsk een okroegstad (districtsstad) binnen de oblast Kolyvan, die een jaar later werd hernoemd tot namestnitsjestvo (of gouvernement) Kolyvan. In 1804 werd Biejsk een oejezdstad van het gouvernement Tomsk en kreeg de stad haar huidige wapenschild. In 1822 werd Biejsk echter de status van oejezdstad ontnomen en kreeg het de status van selo, maar al in 1827 herkreeg Biejsk haar status als oejezdstad.
In 1848 werd het fort afgebroken en veranderde de status van Biejsk van een militair-bestuurlijk- naar een handels- en industrieel centrum, waar handel werd gedreven met onder andere Groot-Brittannië, Duitsland en Frankrijk. Door de emancipatie van de kleine boeren en door het opgeven van de staatsbezittingen in de Altaj, werden vele boeren aangezet tot de trek naar Siberië, voor het stichten van hun eigen onderneming op de rijke gronden van Zuid-Siberië. Door de komst van de Trans-Siberische spoorlijn nam hun aantal snel toe. Het hoogtepunt lag in de tijd van de landbouwhervormingen van Stolypin. Hierdoor groeide Biejsk uit tot een centrum voor de landbouwindustrie. Van 1830 tot de val van het Russische Rijk in 1917, was het ook het centrum van de zendingsmissie van de Russisch-orthodoxe Kerk in de Altaj (Altajmissie). Tussen 1834 en 1841 bevond zich hier bijvoorbeeld archimandriet Makari, die verantwoordelijk was voor de eerste wetenschappelijke vertaling van de Bijbel uit de oorspronkelijke Griekse en Hebreeuwse bronnen naar het Russisch.
Op 17 december 1917 werd de eerste sovjet gevormd in Biejsk, maar op 19 juni 1918 veroverden echter de troepen van Witte Legergeneraal Aleksandr Koltsjak de stad. Op 9 december 1919 veroverden de sovjets de stad echter definitief.

### Sovjet-Unie
Van 1925 tot 1938 was Biejsk het bestuurlijk centrum van een okroeg (district) binnen de kraj Siberië. In die tijd maakte de stad een grootschalige industriële ontwikkeling door. In 1935 kwam de Tsjoejatrakt door Biejsk gereed.
Tijdens de Tweede Wereldoorlog werden vanuit Biejsk 26.456 mensen naar het front gestuurd, waarvan 9772 nooit terugkeerden. Er werden in die tijd in de stad 23 ziekenhuizen gebouwd, waar gedurende de oorlog meer dan 200.000 gewonden werden verzorgd. Van belang voor de industrie van de stad was de evacuatie van een aantal uit Europees Rusland geëvacueerde industriële bedrijven naar Biejsk, waar deze weer werden opgebouwd en in werden gezet voor de defensie-industrie. Na het einde van de oorlog vormden deze een hulp bij de industrialisatie van de stad. Er werden in de sovjettijd wapens ontwikkeld en geproduceerd en ook nu nog is het een industrieel centrum.
Het wetenschappelijke karakter van de stad ontstond na 1958, toen verschillende staatsbedrijven en -instellingen werden ingezet voor de ruimtevaartindustrie.

## Economie
Vanaf de 18e eeuw werd Biejsk een handelscentrum, vanuit waar de regio langs de Ob verder werd ontwikkeld. Hierbij speelde haar gunstige ligging ten opzichte van de handelsroutes tussen de steppes van de Altaj, het steenkolenbekken van Koeznetsk (later de Koezbass), de berggebieden van de Altaj en Mongolië een belangrijke rol. Het voorkomen van zwarte aarde maakte het gebied rond de stad verder tot een gunstige akkerbouw- en veeteeltregio. Aan het eind van de 19e, begin 20e eeuw werd begonnen met de bouw van bedrijven voor de verwerking van lokale grondstoffen, zoals leerlooierijen, distilleerderijen en houtzagerijen, tabakfabrieken, een stoommolen, koelmachine- en baksteenfabrieken en halfprofessionele werkplaatsen voor metaalbewerking. In de tijd voor de Russische Revolutie was de belangrijkste factor in de economische en financiële ontwikkeling de grote concentratie van bankkapitaal. Naast lokale kredietinstellingen waren er ook vestigingen van de Siberische handelsbank, de Russisch-Aziatische Bank en de Internationale Zakenbank van Petrograd. De binnenlandse en buitenlandse investeringen kwamen vooral terecht bij boter- en kaasmakerijen, bosbouwontwikkelingsbedrijven, de goudwinning en de graansector.
In de jaren '20 en 30 werden er een suikerraffinagefabriek, een spekfabriek, een autoreparatiefabriek en een waterkrachtcentrale gebouwd.
Uit de naar de stad geëvacueerde bedrijven tijdens de Tweede Wereldoorlog ontwikkelden zich onder andere een stoomketelfabriek, een fabriek voor elektrische fornuizen, voedingsmiddelenfabrieken, een multiplex-verwerkingsfabriek, schoenfabrieken en naaifabrieken.
In de jaren 60 groeide Biejsk uit tot een groot industrieel centrum, waar zich chemische industrie, machinebouw, energetica, lichte industrie en voedingsmiddelenindustrie ontwikkelde.
De vooral op de defensie-industrie gerichte industrie kreeg na het uiteenvallen van de Sovjet-Unie een grote klap door het uitblijven van nieuwe staatsorders. Veel mensen verloren hun baan en de levensstandaard in de stad daalde drastisch. In 2005 draaide de industrie van de stad nog steeds slechts op 50% van het niveau van 1991. Momenteel is er echter weer sprake van een stijging in de industriële vraag.
Voor de toekomst wordt er meer aandacht gericht op kleinere ondernemingen, de groothandel en de verkopen. Er wordt nu ook meer ingezet op innovatie.

## Transport
Biejsk is een transportknooppunt, met een haven aan de Bieja, waarvandaan goederen worden vervoerd naar het noordwesten tot aan de Noordelijke IJszee. Voor het wegvervoer is de Tsjoejatrakt aangelegd, die aansluit op het wegennetwerk naar het centrale deel van Rusland en de andere kant op naar Mongolië en China, waarbij bij de aanleg in de periode voor de Eerste Wereldoorlog ook de latere Sovjet-Russische schrijver Vjatsjeslav Sjisjkov meewerkte. In 1915 werd Biejsk aangesloten op de Trans-Siberische spoorlijn. Ook heeft de stad een luchthaven.
Het openbare stadsvervoer wordt verzorgd door bussen en trams. De laatste werd aangelegd vanaf 1958 en in gebruik genomen op 13 juni 1960. Momenteel zijn 13 tramlijnen in gebruik. Hiervoor worden voornamelijk tramstellen van de wagonbouwfabriek uit Oest-Katav gebruikt.

## Wetenschap, onderwijs en cultuur
Biejsk is een groot wetenschaps-, onderwijs- en cultureel centrum binnen de kraj Altaj. Er bevinden zich een groot aantal instellingen en productiefaciliteiten, waarvan het merendeel ingezet wordt voor de defensie-industrie en de ruimtevaartindustrie (productie van chemische producten). Er bevindt zich een instituut voor de problemen van chemie-energetica van de Siberische afdeling van de Russische Academie van Wetenschappen. Op 21 november 2005 kreeg Biejsk de status van naoekograd (wetenschapsstad).
In de stad bevinden zich onder andere de Pedagogische Staatsuniversiteit van Biejsk uit 1939 (status van universiteit in 2000), het Technologisch Instituut van Biejsk (als afdeling van de Staats-Technische Universiteit van de Altaj, een afdeling van het Moskouse Hedendaagse Humanitaire Instituut, een afdeling van de Open-Sociale Universiteit van Moskou, een viertal industriescholen en een vijftal technische kweekscholen, een pedagogische school, medische en muziekscholen en ongeveer 40 gewone scholen.
In de stad bevinden zich verder een 15-tal bibliotheken, een museum voor lokale geschiedenis, een stedelijk dramatheater en andere publieke voorzieningen.

## Geboren in Biejsk
- Aleksandr Loksjin (1920-1987), componist
- Sergej Babkov (1967-2023), basketballer

## Demografie
| Jaar | Inwoners |
| ---- | -------- |
| 1709 | 646      |
| 1782 | 2.400    |
| 1897 | 17.200   |
| 1914 | 27.000   |
| 1926 | 73.000   |
| 1939 | 80.000   |

| Jaar | Inwoners |
| ---- | -------- |
| 1959 | 146.000  |
| 1970 | 186.000  |
| 1979 | 211.500  |
| 1989 | 233.200  |
| 2002 | 218.562  |
|      |          |

Bestuurlijk centrum: Barnaoel

Alejsk · Belokoericha · Biejsk · Gornjak · Jarovoje · Kamen aan de Ob · Novoaltajsk · Roebtsovsk · Slavgorod · Zarinsk · Zmeinogorsk